# Hoku
Hōkū Christian Ho (nascida dia 10 de Junho de 1981), mais conhecida como "Hoku", é uma cantora americana. "Another Dumb Blonde", "How Do I Feel" e "Perfect Day" são algumas das principais músicas da cantora. A música "Perfect Day" esteve presente na série Lizzie Mcguire e no filme Legally Blonde (br: Legalmente Loira), um dos grandes sucessos do canal Disney Channel.

## Discografia

### Álbuns
| Ano  | Álbum     | Status | Posição                  |
| 2000 | Hoku      |        | Billboard US Charts #151 |
| 2008 | Listen Up |        |                          |

### Singles
| Ano  | Música                | Status         | Posição                                                  |
| 2000 | "Another Dumb Blonde" | Certified Gold | Billboard US Charts #27                                  |
| 2000 | "How Do I Feel"       |                | Billboard US Charts #36                                  |
| 2001 | "Perfect Day"         |                | Billboard US Charts #121 Billboard US Bubbling Under #21 |
| 2008 | "It's Who I Am"       |                |                                                          |

### Faixas gerais
| Ano  | Música                | Filme          |
| 2001 | "Another Dumb Blonde" | Snow Day       |
| 2001 | "Perfect Day"         | Legally Blonde |
| 2003 | "Summer's On"         | Arizona Summer |